# Adolf Kurz
Adolf Kurz (ur. 22 kwietnia 1888 w Göppingen, zm. w 1959) – niemiecki zapaśnik walczący w stylu klasycznym. Olimpijczyk z Sztokholmu 1912, gdzie zajął dziewiętnaste miejsce w wadze średniej.
Brązowy medalista mistrzostw świata w 1920; szósty w 1907. Wicemistrz Europy w 1921 roku.
Mistrz Niemiec w 1919; drugi w 1920; trzeci w 1912 roku.

## Letnie Igrzyska Olimpijskie 1912
| Konkurencja          | Rundy eliminacyjne      | Rundy eliminacyjne   | Rundy eliminacyjne | Klas. końcowa |
| Konkurencja          | Przeciwnik I            | Przeciwnik II        | Przeciwnik III     | Miejsce       |
| -------------------- | ----------------------- | -------------------- | ------------------ | ------------- |
| 75 kg styl klasyczny | Anders Andersen (DEN) Z | Konrad Åberg (FIN) P | Mikko Holm (FIN) P | 19.           |